# Orhan Bingöl
Orhan Bingöl (* 5. Januar 1946 in Ankara) ist ein türkischer Klassischer Archäologe.

## Leben
Orhan Bingöl begann 1964 sein Studium der Klassischen Archäologie an der Universität Ankara bei Ekrem Akurgal. Nach seinem Abschluss 1968 ging er mit einem türkischen Staatsstipendium 1970 zum Weiterstudium an die Universität Würzburg, wo er 1976 bei Erika Simon promoviert wurde. 1977 wurde er Assistent an der Universität Ankara, nach der Habilitation über Aufbau und plastische Werke des Smintheion von Chrysa im Jahr 1982 wurde er dort Associate Professor, 1989 Professor. Daneben leitete er von 1990 bis 2002 das Konservierungs- und Restaurierungsprogramms der Başkent Meslek Yüksekokul der Universität Ankara. 2013 trat er in den Ruhestand. Von 2014 bis 2020 lehrte er noch an der Karabük Üniversitesi, um dann endgültig in den Ruhestand zu treten.
Von 1984 bis 2020 leitete er die Ausgrabungen in Magnesia am Mäander.
Bingöl ist korrespondierendes Mitglied des Deutschen Archäologischen Instituts sowie ordentliches Mitglied des Österreichischen Archäologischen Instituts.

## Veröffentlichungen (Auswahl)
- Das ionische Normalkapitell in hellenistischer und römischer Zeit in Kleinasien (= Istanbuler Mitteilungen Beiheft 20). Wasmuth, Tübingen 1980, ISBN 3-8030-1719-X (Dissertation).
- Malerei und Mosaik der Antike in der Türkei (= Kulturgeschichte der antiken Welt. Band 67). Philipp von Zabern, Mainz 1997, ISBN 3-8053-1880-4.
- Magnesia am Mäander = Magnesia ad Maeandrum. Dönmez, Ankara 1998, ISBN 975-387-068-X.
- Magnesia am Mäander = Magnesia ad Maeandrum. Die Stadt von Artemis mit „weißen Augenbrauen“ (= Homer-Reihe: Antike Städte. Band 6). Homer Kitabevi, Istanbul 2007, ISBN 978-9944-483-01-8.
- Magnesia am Mäander, Magnesia ad Meandrum 1984–2020. Ankara 2020, ISBN 978-625-7799-07-2 (Digitalisat).